# 黑曼斯科格爾山

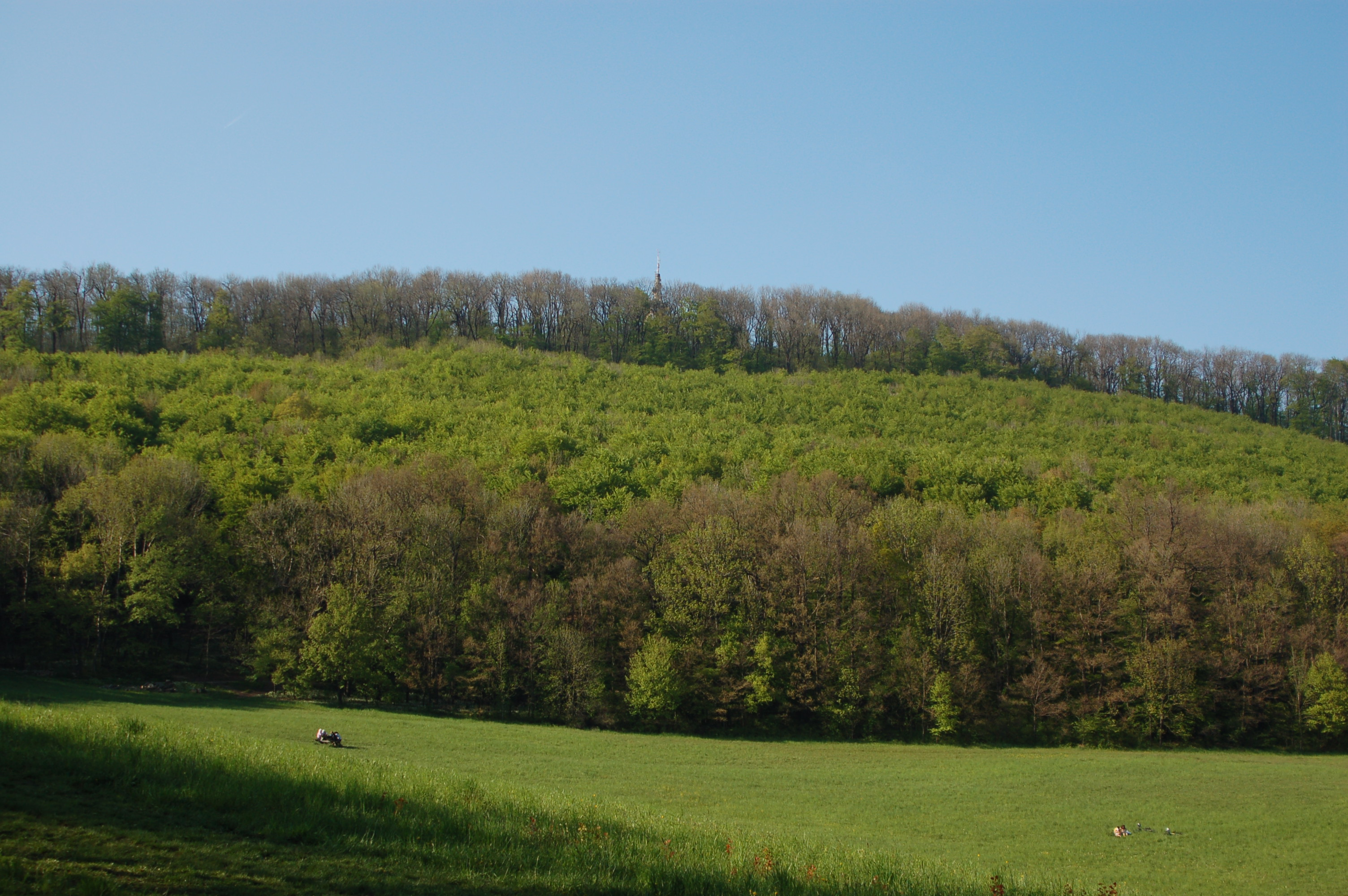

48°16′13″N 16°17′37″E / 48.27028°N 16.29361°E
黑曼斯科格爾山（德語：Hermannskogel），是奧地利的山峰，位於該國東北部，由維也納負責管轄，屬於維也納林山的一部分，距離後弗倫貝格山18公里，海拔高度542米，每年平均降雨量904毫米。